# Partido SUMA
El Partido SUMA, oficialmente Partido Sociedad Unida Más Acción, también conocido simplemente como SUMA es un partido político ecuatoriano fundado por Mauricio Rodas y Guillermo Celi en 2012.

## Historia
Mauricio Rodas y Guillermo Celi crearon la agrupación política en 2012, inscribiéndola el 15 de mayo en el Consejo Nacional Electoral (CNE). No obstante, al presentar dicha inscripción firmas adulteradas o incorrectas, no alcanzaba el mínimo de firmas requeridas, por lo que el CNE no registró a SUMA. El movimiento acudió al Tribunal Contencioso Electoral (TCE), el cual finalmente falló a favor de SUMA, por lo que la agrupación política fue inscrita en el Registro de Organizaciones Políticas el 1 de noviembre de 2012, siéndole otorgada por el CNE la lista 23. SUMA debutó en las elecciones presidenciales de 2013 con Mauricio Rodas como candidato, logrando el cuarto puesto en las elecciones, con el 3,9% de votos, mientras en las elecciones legislativas, el movimiento obtuvo un escaño.
Tras dar a conocer su imagen a través de dichos comicios, Rodas lanzó su candidatura por la Alcaldía Metropolitana de Quito, en el marco de las elecciones seccionales de 2014. En aquella ocasión,  Mauricio Rodas obtuvo la alcaldía capitalina, venciendo a Augusto Barrera, quien buscaba la reelección. A nivel nacional, el movimiento obtuvo 3 prefecturas y 15 alcaldías. Tras la posesión del cargo, Rodas inició acercamientos con los principales personajes y organizaciones políticas opositoras al gobierno de Rafael Correa; es así que el 23 de febrero de 2015, se reunió con Jaime Nebot y Paúl Carrasco, formando una coalición política llamada La Unidad, a la cual SUMA se adhirió hasta el 7 de octubre de 2016, ya que Mauricio Rodas se había alejado de la coalición liderada por Nebot, para acercarse al Movimiento CREO y su líder, Guillermo Lasso. El 17 de octubre, el movimiento anunció que conformaría una alianza con CREO en apoyo a la candidatura de Lasso para las elecciones presidenciales de 2017. Finalmente, el 29 de octubre se oficializa la conformación de la coalición Alianza por el Cambio, liderada por Lasso, en la que se le dio a SUMA la primera candidatura nacional a la Asamblea Nacional de Ecuador para Guillermo Celi. En los comicios presidenciales, Lasso obtuvo el segundo lugar, mientras en las elecciones legislativas, la coalición Alianza por el Cambio obtuvo 34 curules, de las cuales ocho pertenecían a SUMA.

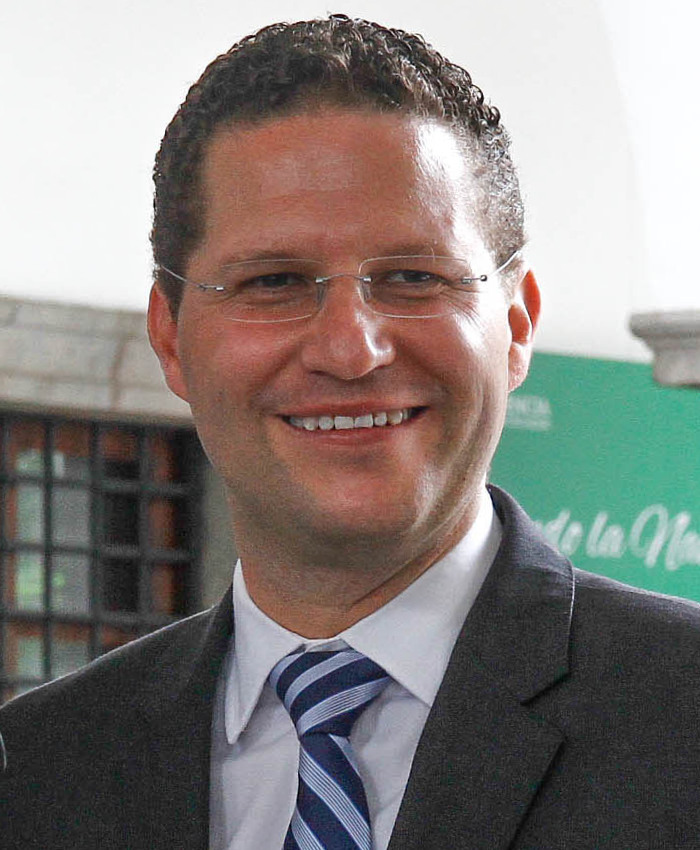
Mauricio Rodas, fundador y líder de SUMA desde 2012, hasta su salida del país en 2019.

Si bien Rodas empezó su periodo en la Alcaldía Metropolitana de Quito con una considerable aceptación popular, un Concejo Metropolitano con una fuerza política diferente a SUMA 23 producen una distorsión de su imagen política. SUMA buscó presentarse a las elecciones seccionales de 2019 mediante múltiples alianzas electorales, principalmente con organizaciones políticas de derecha y centro, destacándose su ausencia en la carrera por la alcaldía de Quito, tras la negativa de Mauricio Rodas de participar buscando la reelección. En aquellos comicios seccionales, SUMA obtuvo dos prefecturas y 13 alcaldías. En el marco de renovar su imagen, en 2020 la organización política resolvió transformarse de movimiento a partido; siendo este cambio aprobado por el CNE el 23 de septiembre de 2020.
Guillermo Celi, quien se presentó como el candidato de SUMA en las elecciones presidenciales de 2021, obteniendo el décimo lugar, con apenas el 0,91% de votos. En las simultáneas elecciones legislativas, el partido no consiguió escaño alguno. En el balotaje presidencial, Celi y SUMA brindaron su apoyo a Lasso nuevamente, quien finalmente resultó electo. Es así que, tras la posesión de Guillermo Lasso, SUMA pasó a ser parte del oficialismo, siéndole otorgado a Sebastián Palacios Muñoz, miembro del partido, el Ministerio del Deporte como cuota política.
En las elecciones presidenciales extraordinarias de 2023, el partido SUMA junto al partido Avanza formaría la alianza Actuemos candidatizando al exvicepresidente Otto Sonnenholzner, quedando en quinto lugar. En las simultáneas elecciones legislativas la alianza obtendría 8 escaños. En el balotaje, Sonnenholzner y SUMA brindaron su apoyo a Daniel Noboa, quien resultó electo.
Poco después de las elecciones, la alianza con Avanza se quebró, pasando los asambleístas de SUMA a la bancada de gobierno.
Para las elecciones presidenciales de 2025, Suma anunció la inscripción de la candidatura de Jan Topic; sin embargo su candidatura fue objetada por el Partido Sociedad Patriótica (PSP) y Pachakutik (MUPP), argumentando que fue accionista de empresas que tenían contratos con el Estado. El Consejo Nacional Electoral (CNE) desechó ambas objeciones y calificó la candidatura de Topic. Pero el PSP y Pachakutik presentaron recursos ante el Tribunal Contencioso Electoral (TCE), para revertir la decisión del CNE. En el TCE, ambos recursos fueron unificados en una sola causa, que cayó en manos del juez Ángel Torres, cuestionado por sus vínculos con Acción Democrática Nacional (ADN), el partido de gobierno de Daniel Noboa. Por tal motivo, SUMA le pidió al juez Torres excusarse de tratar el caso, pero Torres hizo caso omiso y, el 10 de noviembre de 2024, con cuatro votos a favor, el TCE descalificó la candidatura de Topić.
 Enrique Gómez fue oficializado como su reemplazo.

## Resultados Electorales

### Elecciones Presidenciales
|  | 3,90 % |

|  | 28,09 % |

|  | 48,84 % |

|  | 0,91 % |

|  | 7,06 % |

|  | 0,18 % |

### Elecciones Legislativas
|  | 3,22 % |

|  | 20,06 % |

|  | 1,68 % |

|  | 4.51 % |

### Elecciones Seccionales
|  | 8,69 % |

|  | 6,79 % |

|  | 8,69 % |

|  | 5,88 % |

|  | 4,35 % |

|  | 11,31 % |